# Barićite
La barićite è un minerale il cui nome è stato attribuito in onore del professore di mineralogia Ljudevit Barić.

## Abito cristallino
La barićite si rinviene in cristalli piatti sfaldati o lamellari.

## Origine e giacitura
La barićite si forma nelle fratture delle formazioni di ferro sideritico.